# 侯三锡
侯三锡，清朝人，是一名清朝政治人物。
侯三锡曾于1723年接替吴宏助任青浦县知县一职，1724年由王溯维接任。